# Mission San Luis Rey de Francia
La mission San Luis Rey de Francia (« Saint-Louis, roi de France ») est une ancienne mission espagnole dans la ville actuelle d'Oceanside, en Californie. Fondée le 13 juin 1798 par le père Fermín Lasuén et nommée d'après Louis IX, elle est la 18e mission espagnole établie en Californie.
L'église actuelle, construite en 1811, est la 3e église bâtie à cet endroit. La mission est un National Historic Landmark et l'église est fonctionne comme une église paroissiale du diocèse de San Diego.